# Баранець новозеландський
Баранець новозеландський (Coenocorypha barrierensis) — вимерлий вид сивкоподібних птахів родини баранцевих (Scolopacidae). Був ендеміком Нової Зеландії і вимер після появи на островах людей.

## Поширення
Живий птах був виявлений лише на острові Літл-Бар'єр у затоці Хауракі на північному сході від Північного острова, де в 1870 році було зібрано один екземпляр. Ймовірно там він був винищений у 1870-х роках після того, як на острів завезли котів. Його доісторичний ареал охоплював весь Північний острів, де в кількох місцях були знайдені субфосильні рештки. Він вимер на Північному острові після заселення Нової Зеландії полінезійцями (предками маорі) і пов'язаної з цим інтродукції полінезійських пацюків (Rattus exulans).